# Fruktime
Fruktime — серія газованих безалкогольних напоїв, які продаються в Україні та Росії, розповсюджені компанією The Coca-Cola. Виготовляється в різних смакових варіантах: Буратіно (карамель), Тархун (естрагон), Ручний дзвін, Лимонад, Груша, Полуниця, Яблуко, Крем-сода, Квас і Байкал (Природний).
Випускається в пляшках  потужністю 0,5, 1 і 2 літрів.